# Lekkoatletyka na Letnich Igrzyskach Olimpijskich 1904 – skok w dal z miejsca

Skok w dal z miejsca podczas igrzysk olimpijskich w 1904 w Saint Louis rozegrano 29 sierpnia 1904 na stadionie Francis Field należącym do Washington University. Startowało 4 lekkoatletów, wszyscy ze Stanów Zjednoczonych. Rozegrano tylko finał.

## Rekordy
| Rekord świata     | 3,45 | Ray Ewry | ?               | ?             |
| Rekord olimpijski | 3,21 | Ray Ewry | Paryż (Francja) | 16 lipca 1900 |

## Finał
| lp | Imię i nazwisko | Wiek | Reprezentacja     | Wynik | Uwagi |
| -- | --------------- | ---- | ----------------- | ----- | ----- |
| 1  | Ray Ewry        | 30   | Stany Zjednoczone | 3,47  | WR    |
| 2  | Charles King    | 23   | Stany Zjednoczone | 3,27  |       |
| 3  | John Biller     | 24   | Stany Zjednoczone | 3,25  |       |
| 4  | Henry Field     | 25   | Stany Zjednoczone | 3,18  |       |

Ray Ewry, podobnie jak na poprzednich igrzyskach, dominował w konkursach skoków z miejsca – wygrał zdecydowanie, a w dodatku ustanowił rekord świata.